# Kanada na Zimowych Igrzyskach Olimpijskich 1928
Kanadę na Zimowych Igrzyskach Olimpijskich 1928 reprezentowało 23 zawodników. Był to drugi start Kanady na zimowych igrzyskach olimpijskich. 

## Zdobyte medale
| Medal | Zawodnik | Dyscyplina      | Konkurencja      |
| ----- | --- | --------------- | ---------------- |
| Złoto | Charles Delahay Frank Fisher Louis Hudson Norbert Mueller Herbert Plaxton Hugh Plaxton Roger Plaxton John Porter Frank Sullivan Joseph Sullivan Ross Taylor David Trottier | Hokej na lodzie | Turniej mężczyzn |

## Skład kadry

### Biegi narciarskie
Mężczyźni
- Merritt Putman - 18 km stylem klasycznym - 41. miejsce

- William Thompson - 18 km stylem klasycznym - 38. miejsce

### Hokej na lodzie
Faza finałowa
Tabela
Lp. = lokata, M = liczba rozegranych spotkań, W = Wygrane,  P = Porażki, G+ = Gole strzelone, G- = Gole stracone
| Lp. | Zespół          | M | W | P | G + | G - | +/- |
| --- | --------------- | - | - | - | --- | --- | --- |
| 1   | Kanada          | 3 | 3 | 0 | 38  | 0   | 38  |
| 2   | Szwecja         | 3 | 2 | 1 | 7   | 12  | -5  |
| 3   | Szwajcaria      | 3 | 1 | 2 | 4   | 17  | -13 |
| 4   | Wielka Brytania | 3 | 0 | 3 | 1   | 21  | -20 |

Wyniki
| 17 lutego 1928 | Kanada | 11:0 | Szwecja |  |

|  |  | (4:0,5:0,2:0) |

| 18 lutego 1928 | Kanada | 14:0 | Wielka Brytania |  |

|  |  | (6:0,4:0,4:0) |

| 19 lutego 1928 | Kanada | 13:0 | Szwajcaria |  |

|  |  | (2:0,6:0,5:0) |

### Kombinacja norweska
Mężczyźni
- Merritt Putman - indywidualnie - 27. miejsce

- William Thompson - indywidualnie - nie ukończył biegu

### Łyżwiarstwo figurowe
Soliści
- Jack Eastwood - 16. miejsce

- Montgomery Wilson - 13. miejsce

Solistki
- Constance Wilson-Samuel - 6. miejsce

- Cecil Smith - 5. miejsce

Pary
- Maude Smith/Jack Eastwood - 10. miejsce

### Łyżwiarstwo szybkie
Mężczyźni
- William Logan

500 m - 11. miejsce
1500 m - 21. miejsce
5000 m - 29. miejsce
- Ross Robinson

500 m - 14. miejsce
1500 m - 17. miejsce
5000 m - 22. miejsce
- Charles Gorman

500 m - 7. miejsce
1500 m - 12. miejsce

### Skoki narciarskie
Mężczyźni
- Gerald Dupuis - 16. miejsce